# Madeleine Rees
Madeleine Selina Rees es una abogada y activista británica, actual Secretaria General de la Liga Internacional de Mujeres para la Paz y la Libertad. Se ha manifestado en contra de los abusos de los derechos humanos en Bosnia por parte de las fuerzas de mantenimiento de la paz y otras personas que trabajan para las Naciones Unidas.

## Carrera
Rees se convirtió en abogada en 1990. Trabajó para un importante bufete de abogados británico, del que se convirtió en socia en 1994. Allí se especializó en el derecho de la discriminación, especialmente en el ámbito del empleo, y también se especializó en derecho público y administrativo. Trabajó en nombre de la Comisión para la Igualdad Racial y la Comisión de Igualdad de Oportunidades, donde ayudó a establecer los derechos de las personas en virtud de la legislación nacional. Los casos de discriminación presentados por Rees se han llevado a cabo tanto en el Tribunal Europeo de Derechos Humanos como en el Tribunal de Justicia de la Unión Europea en Luxemburgo.
En 1998, Rees empezó a representar a dichas instituciones en Bosnia y Herzegovina y a oficiar como experta en cuestiones de género para la Oficina del Alto Comisionado de las Naciones Unidas para los Derechos Humanos. Ayudó a exponer los abusos de los derechos humanos relacionados con el comercio sexual en Bosnia al testificar en apoyo de Kathryn Bolkovac, una supervisora de la Fuerza Internacional de Policía de las Naciones Unidas que fue contratada para ayudar a poner fin a los abusos sexuales y la prostitución forzada en Bosnia. Bolkovac reveló el uso de prostitutas y la participación en el tráfico sexual por parte de miembros de la Misión de las Naciones Unidas en Bosnia y Herzegovina.
Rees fue nombrada Oficial de la Orden del Imperio Británico en 2014 por su servicio en pro de los derechos humanos, especialmente de las mujeres.